# 천기범
천기범(1994년 5월 28일 ~ )은 한국 프로농구 서울 삼성 썬더스 前 농구선수이며,현재 후쿠시마 바이어본즈의 가드이다.

## 생애
부산중앙고 시절 천재 가드로 불렸지만 연세대학교 진학 후 3학년까지 성장이 정체되어 있다가, 신인드래프트를 앞둔 4학년 때 슛이 많이 늘었다. 이를 바탕으로 대학농구리그 챔피언결정전에서 MVP를 수상하였다.
2016년 신인 드래프트에서 전체 4순위로 서울 삼성 썬더스에 지명되었다. 10월 23일 울산 모비스 피버스와의 경기에서 교체출전으로 데뷔하였다. 10월 25일 안양 KGC인삼공사와의 경기에서 프로 데뷔 첫 득점을 하였다.
2022년 1월 22일, 음주운전으로 적발되어 54경기 출전정지 징계를 받았다. 이 사건의 여파로 이상민 감독이 사퇴했다.
2022년 1월 26일, 결국 은퇴를 선언하였다.
2022년 6월 27일,일본의 B.2리그인 후쿠시마 바이어본즈와 입단 계약을 체결하였다.

## 학력
- 김해동광초등학교 졸업
- 임호중학교 졸업
- 부산중앙고등학교 졸업
- 연세대학교

## 수상 내역
- 2016년 대학농구리그 남자부 챔피언결정전 MVP

## 경력
- 제39회 이상백배 한*일 대학농구선발대회 국가대표